# Större kragparadisfågel
Större kragparadisfågel (Lophorina latipennis) är en fågel i familjen paradisfåglar inom ordningen tättingar.

## Utbredning och systematik
Större kragparadisfågel delas in i tre underarter med följande utbredning:
- Lophorina latipennis feminina – västra Nya Guinea, från Kobowrebergen i Västpapua till vattendelaren mellan floderna Sepik och Strickland i västra Papua Nya Guinea
- Lophorina latipennis addenda – vattendelaren mellan floderna Yuat och Strickland på östcentrala Nya Guinea till sydöstra Nya Guinea
- Lophorina latipennis latipennis – bergstrakter på Huonhalvön, möjligen även i Adelbert- och Herzogbergen

## Status och hot
Arten har ett stort utbredningsområde, men tros minska i antal, dock inte tillräckligt kraftigt för att den ska betraktas som hotad. Internationella naturvårdsunionen IUCN listar arten som livskraftig (LC).